# Nikolov Cove
Die Nikolov Cove (englisch; bulgarisch Николов залив Nikolow saliw) ist eine 0,95 km breite und 0,5 km lange Bucht an der Südostküste von Smith Island im Archipel der Südlichen Shetlandinseln. Sie liegt zwischen dem Velikan Point im Südwesten und dem Razdel Point im Nordosten.
Bulgarische Wissenschaftler kartierten sie 2009. Die bulgarische Kommission für Antarktische Geographische Namen benannte sie 2015 nach Todor Nikolow, einem Unterstützer der ersten bulgarischen Antarktisexpedition (1987–1988).